# Le Grand Bleu (yacht)
Pour les articles homonymes, voir Le Grand Bleu (homonymie).
Le Grand Bleu est l'un des plus grands yachts de luxe privés au monde.
Avec une longueur de 112,80 mètres, en juillet 2024 il est classé dans les 50 plus grands yachts du monde.

## Historique et caractéristiques
Il a été construit aux chantiers navals Vulkan en Allemagne et fut lancé en 2000 pour l'homme d'affaires américain John McCaw Jr. (en). Il le revendit au milliardaire russe Roman Abramovitch en 2002. Ce dernier le fit transformer aux chantiers HDW à Kiel avec un réaménagement intérieur et l'ajout d'une plateforme de baignade de 5 mètres (à l'origine Le Grand Bleu mesurait 106,39 mètres).
Le Grand Bleu est propulsé par 2 moteurs Deutz-MWM de 4 570 chevaux. Les détails sur l'aménagement intérieur sont peu connus, Abramovitch restant très secret sur ce qui touche à sa vie privée et l'entourant de beaucoup de sécurité. On sait cependant que l'intérieur du navire a en partie été conçu par Terence Disdale. Le nombre de passagers peut aller jusqu'à 20 personnes.
Le yacht possède des équipements écologiques comme un système de traitement des eaux usées. Le Grand Bleu possède aussi un mini-yacht de 22m: le Sirius A, un voilier de 21m : le Bellatrix. Il possède aussi une barge permettant de débarquer un 4x4 Land Rover, et deux hélisurfaces. L'équipage est composé de 35 personnes.
En juin 2006, Abramovitch fait cadeau du Grand Bleu à son ami et associé Eugene Shvidler, un autre milliardaire russe, à la suite d'un pari perdu.

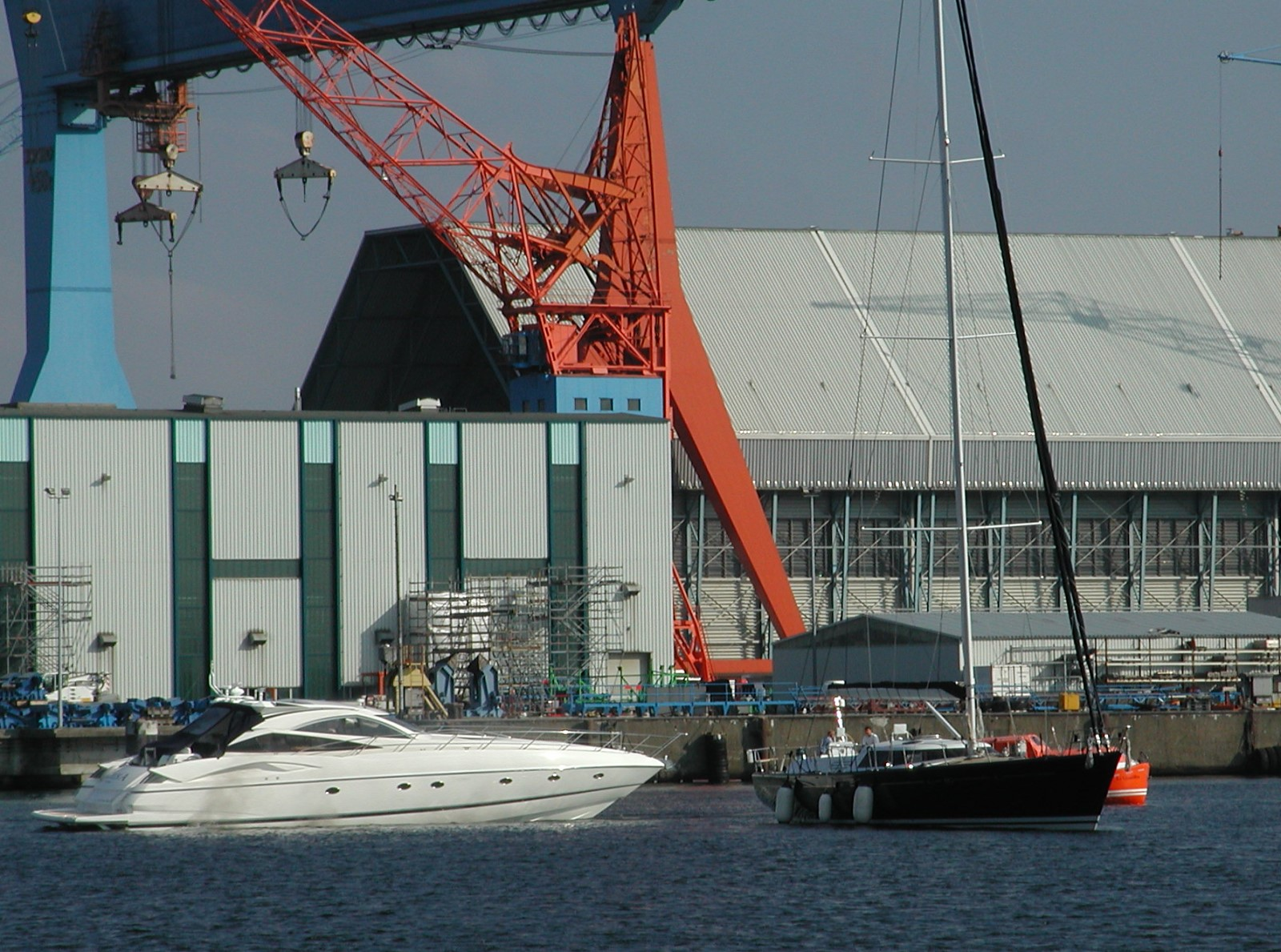
Le voilier Bellatrix et le mini-yacht Sirius A stocké à l'intérieur du Grand Bleu.
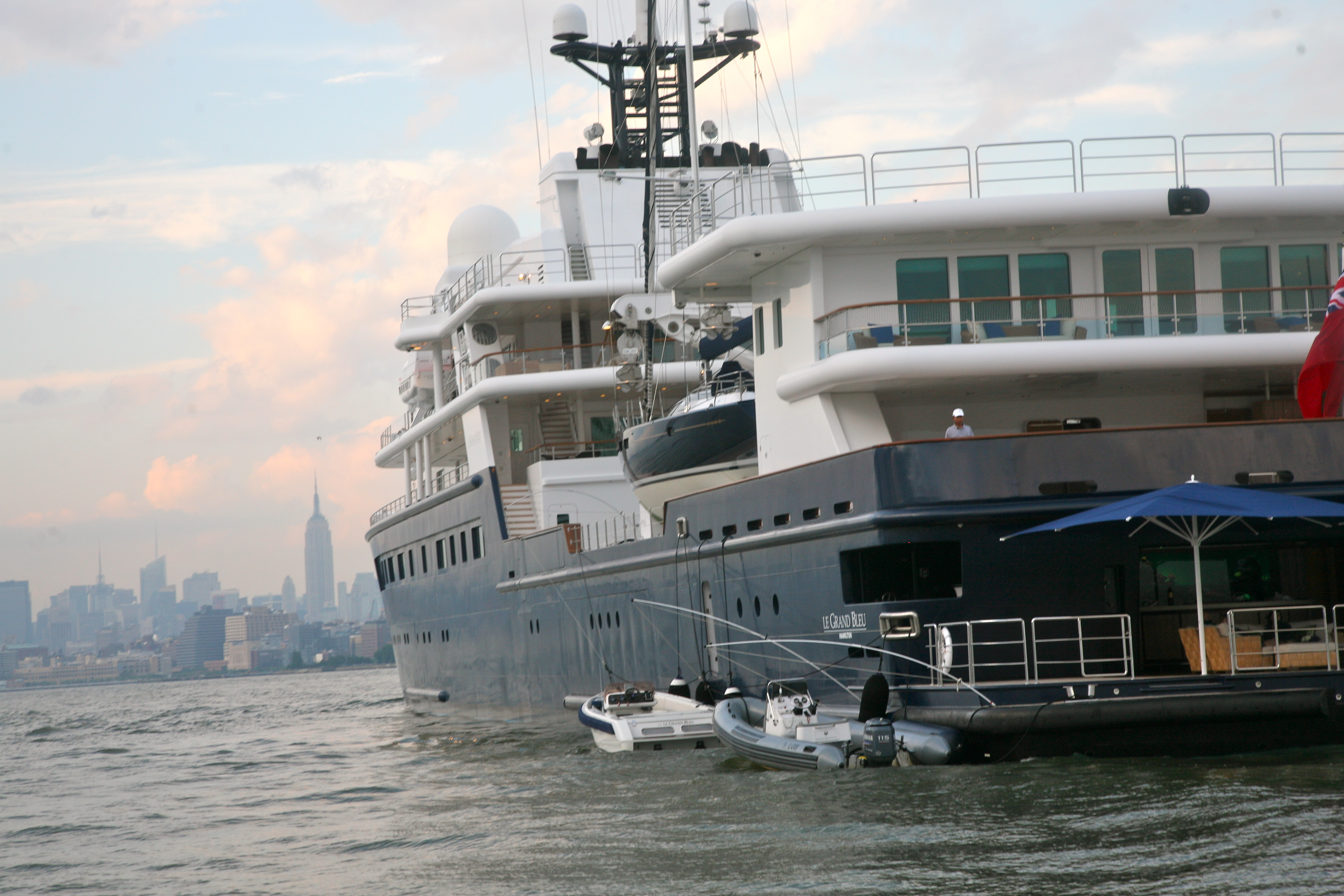
Vue arrière du yacht.
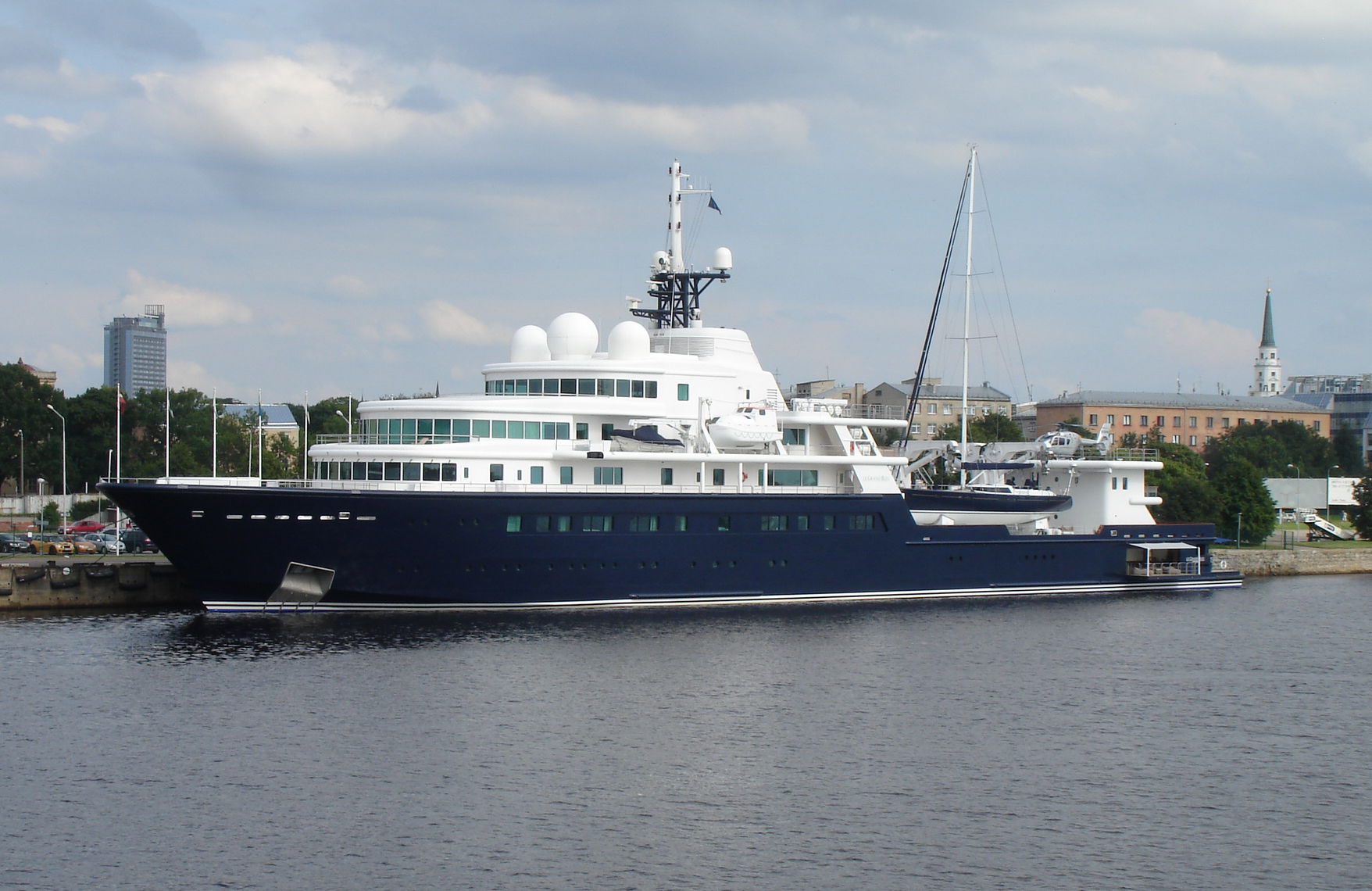
Vue de côté du yacht. On y distingue le voilier et un hélicoptère.